# Brian Acton
Brian Acton (ur. 17 lutego 1972 w Michigan) – amerykański programista i przedsiębiorca internetowy. Jest prezesem zarządu Signal Foundation, którą założył w 2018 roku wraz z Moxiem Marlinspikem.
Wcześniej pracował w Yahoo! i był współzałożycielem komunikatora WhatsApp, który w lutym 2014 został kupiony przez Facebooka. Acton odszedł z WhatsApp w 2017 roku i założył Signal Foundation. W 2020 roku znajdował się na 836. miejscu najbogatszych ludzi na świecie według magazynu Forbes.